# Type 2 (submetralhadora)
A Type 2 (試製二型機関短銃, Shisei-ni-gata kikan-tanjū) era uma submetralhadora experimental japonesa anterior à Segunda Guerra Mundial, com câmara para munição 8×22mm Nambu.

## História
O modelo Type 2 foi um desenvolvimento da submetralhadora Type 1, projetada em resposta às críticas à ergonomia inadequada da primeira. O novo modelo oferecia um carregador e uma coronha mais convencionais, mas mantinha integralmente o método de operação do Type 1 e era essencialmente a mesma arma em um corpo diferente. Foi produzida inicialmente em meados da década de 1930, testada pelo Exército Imperial Japonês, mas foi rejeitada.

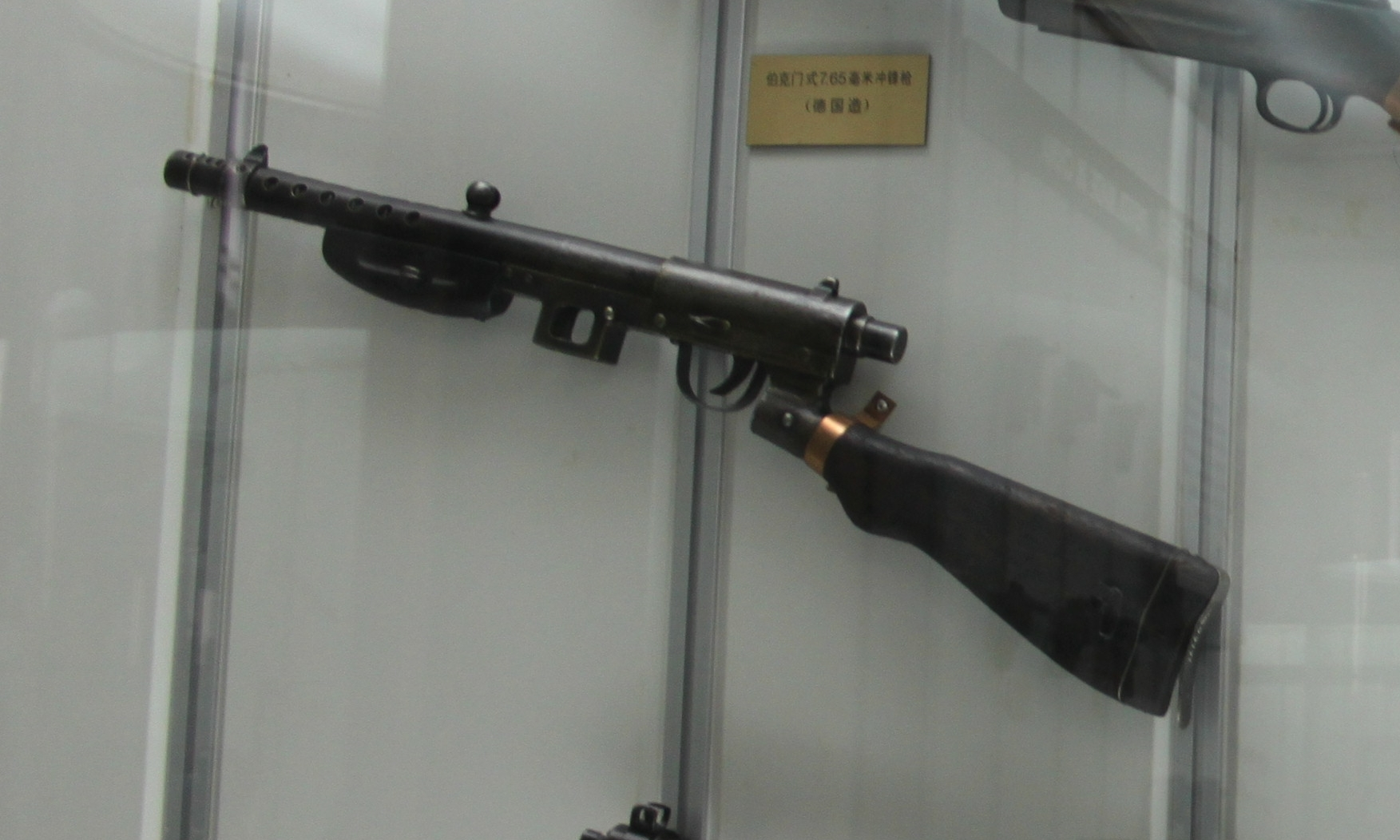
Uma Mukden Type 2 no Museu Militar da Revolução Popular Chinesa

Durante a Segunda Guerra Mundial, uma demanda urgente por armas automáticas de infantaria levou à retomada de vários projetos experimentais de armas, incluindo a submetralhadora Type 2. Projetos da arma foram enviados ao Arsenal de Mukden, em Manchukuo, em 1944, para uso no desenvolvimento de submetralhadoras baratas. No entanto, esses projetos foram usados pelos comunistas chineses para produzir submetralhadoras que mais tarde foram usadas na Guerra Civil Chinesa, que se seguiu ao fim da guerra com o Japão e ao controle comunista sobre Mukden. Essas armas eram operacionalmente idênticas, mas fabricadas em .45 ACP em vez de 8×22mm Nambu.
Os exércitos britânico e americano estudaram exemplares dos primeiros protótipos japoneses obtidos em Singapura e no Japão após a rendição do Japão na guerra.  Há pelo menos um exemplar sobrevivente do Type 2 no Museu de Artilharia do Exército, anteriormente localizado no Aberdeen Proving Ground.

## Detalhes do projeto
A Type 2 era uma submetralhadora operada por blowback que disparava a partir de um ferrolho aberto. Assim como a Type 1, a mola de retorno da Type 2 envolvia o cano da arma em vez de ficar atrás do ferrolho. A seção frontal do receptor e a proteção do cano se deslocavam para a frente com o ferrolho ao disparar e eram empurradas para trás pela mola de retorno. O cano permanecia estacionário. A alavanca de manejo não estava localizada em uma ranhura ranhurada, mas sim em uma aba saliente fixada no lado esquerdo do receptor.
Os primeiros protótipos pré-guerra da Type 2 foram produzidos com o mesmo dispositivo de amortecimento pneumático visto na Type 1, que amortecia a ação da arma e atuava como um retardo do ferrolho. O tempo do retardo podia ser ajustado alterando a pressão do ar exercida pelo amortecedor, diminuindo ou aumentando a cadência de tiro para 500 ou 600 tiros por minuto, mas os exemplares capturados após a guerra tinham cinco furos de amortecimento como ajustes. Isso era feito girando uma válvula de pressão localizada sob a tampa traseira. Os modelos posteriores de guerra omitiram o recurso de proteção contra ar na tentativa de reduzir os custos de produção. O Type 2 era normalmente produzido com carregadores de 30 cartuchos, embora também pudesse usar os mesmos carregadores de 50 cartuchos, assim como o Type 1.
Exemplos do Type 2 do final da guerra tinham encaixes de baioneta, um recurso não presente nos modelos de produção originais. Uma baioneta de ponta também foi projetada para a arma, mas não foi usada nos modelos de produção. O acabamento dos modelos do final da guerra era tipicamente ruim em comparação com os protótipos anteriores.

### Modelo 2A de 1934
Versão com câmara no cartucho mais potente 6,5×30mm, pesava 7-7,5 gramas e gerava velocidades de saída entre 550-600 m/s, resultando em energia de saída entre 1058,75-1350 J.

### Modelo 2A de 1942
Versão com câmara em 8×22mm Nambu.

### Mukden Type 2
Uma variante desenvolvida pelas forças comunistas chinesas usando projetos originalmente enviados ao Arsenal de Mukden, em Manchukuo, em 1944. Adaptada para a câmara em .45 ACP em vez de em 8×22mm Nambu, foi usada na Guerra Civil Chinesa. Apresentava diversas mudanças superficiais de projeto, como coronha, guarda-mão e alavanca do ferrolho diferentes. No entanto, mecanicamente, era idêntica ao Modelo 2A japonês.